# Maria Stark
Maria Collins Stark (de soltera Carbonell) es un personaje ficticio que aparece en libros publicados por Marvel Comics. Es esposa de Howard Stark, madre de Tony Stark y abuela de Morgan Stark.
Hope Davis interpretó al personaje en la película Marvel Cinematic Universe Capitán América: Civil War (2016).

## Biografía
Maria Stark nació como Maria Collins Carbonell en una familia acomodada en Southampton, Nueva York. En su edad adulta, se convirtió en una socialité y filántropa, y salió con Obadiah Stane, por quien no quedó impresionada.
Mientras permanecía en Mónaco durante una escala de vuelo, María escapó de sus guardaespaldas en un casino, donde deliberadamente perdió grandes sumas de dinero en el baccarat y fue escoltada fuera de las instalaciones. Howard Stark, propietario del casino, notó que era escoltada por sus guardaespaldas y la siguió de regreso a su habitación de hotel. María quedó encantada por su repentina aparición, y juntos vencieron a los guardias y se marcharon.
Maria se casó con Howard algún tiempo después, y juntos tuvieron un hijo que no fue su posiblementeco: Anthony "Tony" Stark. Maria no tuvo éxito en impedir que Tony cayera en el alcoholismo de Howard, algo que Tony más tarde encararía por sí mismo. Howard en secreto programó el Mistress, una IA que controló los robots de Arsenal, con los patrones cerebrales de Maria.
En el Ides de Marzo, Maria y Howard fueron asesinados en un accidente automovilístico "planeado" (posiblemente arreglado por la Compañía petrolera Roxxon). Después, Tony dirigió la compañía de su padre, comenzó una organización benéfica en nombre de su madre (que donó fondos para financiar varias obras de caridad y proyectos de renovación, así como los Vengadores) y más tarde se convirtió en Iron Man.

### Duplicado de Maria Stark
Cuando Iron Man se enfrentó a Motherboard y Arsenal en el escape, Arno Stark entró en el escape y descubrió que los oponentes de Tony tienen los engramas digitales de sus padres. Cuando se cerró el escape, Arno rescató estos engramas digitales.
Arno se familiarizó con los engramas digitales de Howard y Maria Stark y pudo darles una forma holográfica. Con la ayuda de Jocasta, Arno pudo usar las cápsulas de bio-reestructuración que creó para dar a los engramas digitales sus cuerpos físicos.
Durante la historia de "Iron Man 2020", Arno desayuna con los duplicados de Howard Stark y María Stark después de una pesadilla sobre la Entidad de Extinción. Después de noquear a Mark One, la simulación artificial de Tony Stark, Arno lo llevó a su vivienda. Tony se enteró de que Arno usaba las mismas cápsulas que usaba para crear duplicados de sus padres. Tony mencionó cómo Motherboard mató a Viernes, donde María declaró que lo hizo por amor a su hijo.

## Otras versiones

### Ultimate Marvel
La versión Ultimate Marvel del personaje se renombra como María Cerrera, la segunda esposa de Howard Stark. María era una brillante científica que sufrió un accidente genético mientras estaba embarazada de ella y del hijo de Howard. Después de que María murió durante el parto, Howard usa una armadura biológica recientemente inventada para salvar la vida de su hijo: Anthony "Tony" Stark , llamado así por  Anthony Cerrera (el hermano de María), quien murió a una edad temprana. Años más tarde, Loni Stane (la primera esposa de Howard) le dice a Tony dos veces que podría haber sido su madre en circunstancias diferentes, pero Tony dice que preferiría a su propia madre en lugar de a Loni.
Mientras que la versión definitiva de la vida de Maria Stark que se representó ha sido reconectada como un programa de televisión ficticio en el universo sobre la vida de Iron Man, su personaje es mencionado brevemente por Gregory Stark (hermano de Tony dentro del Retconned Ultimate Marvel) cuando bromea dice cómo él "salió de la Madre antes que Tony" pero esto ha sido descontado.

## En otros medios

### Televisión
- María Stark apareció en la serie animada Iron Man de la década de 1990, con la voz de Dimitra Arliss. Ella se ve en el episodio "El origen de Iron Man" Pt. 1.
- En Iron Man: Armored Adventures, la imagen de Maria Stark se usó en el episodio de la segunda temporada "Iron Monger Vive" cuando la máscara de Madame Máscara personifica a Maria para jugar con la cabeza de Tony Stark luego de que Tony desactivara la armadura Iron Monger usando Extremis.

### Película
- Hope Davis interpreta a María Stark en Capitán América: Civil War. En la película, muestra que su muerte junto con la de su esposo fue llevada a cabo por el Soldado del Invierno de Hydra. El productor Kevin Feige reveló que otra actriz había sido elegida para aparecer como María Stark en Iron Man 3 en una secuencia de retrospectiva que no hizo el corte final de la película.[10]